# 光の先へ
『光の先へ』（ひかりのさきへ）は、イヤホンズの3枚目のシングル。2015年9月30日に、EVIL LINE RECORDSより発売された。

## 解説
前作から約2ヶ月ぶりとなる3rdシングル。
リード曲の「光の先へ」は、テレビアニメ『それが声優!』の挿入歌にタイアップされた。カップリング曲の1曲目「ヒーローじゃなくていい」は、アニメの劇中にて堀江由衣（本人役）が歌唱していた曲のカヴァーであり、若干のアレンジが施されている。2曲目の「Love Power」は、イヤホンズの姉貴分にあたり、前記の堀江由衣がリーダーを務めている声優ユニット・Aice5の3rdシングルをカヴァーしたもの。
前述のユニット・Aice5の復活記念シングル『Be with you』との同時発売となった。

## 収録曲
1. 光の先へ - 3:35
  - 作詞：下地悠／作曲・編曲：大久保薫
  - テレビアニメ『それが声優!』挿入歌・最終話ED主題歌
2. ヒーローじゃなくていい - 4:35
  - 作詞：あさのますみ／作曲・編曲：大隅知宇
  - 原曲：堀江由衣
  - テレビアニメ『それが声優!』挿入歌
3. Love Power - 4:15
  - 作詞：有森聡美／作曲・編曲：橋本由香利
  - 原曲：Aice5
4. 光の先へ（off vocal ver.）
5. ヒーローじゃなくていい（off vocal ver.）
6. Love Power（off vocal ver.）

## 収録アルバム
- MIRACLE MYSTERY TOUR（#1）
- 6/18 イヤホンズ一周年記念LIVE東京声優朝焼物語セットリスト（#1,2,3）